# Happily Ever After (Lost)
2010. április 6-án került először adásba az amerikai ABC csatornán a sorozat 114. részeként. Damon Lindelof és Carlton Cuse írta, és Jack Bender rendezte. Az epizód Desmond -centrikus.
|  | Alább a cselekmény részletei következnek! |

## Tartalom
Az előző részben Charles titkosan elzárt csomagjának tartalmára is fény derült. Az öreg a szigetre hozatta Desmond Hume-ot.

## A sziget, 2007
Zoe bead Desmondnak egy szert, amitől hamar magához tér, és felvilágosítja, már nem a kórházban van, elvitték onnan. A férfi egyből Penny-t akarja látni, ekkor jelenik meg Charles, és közli, sajnos ez nem lehetséges. Leül Hume-mal szemben, és megnyugtatja, hogy családja biztonságban van. Elnézést kér tőle, amiért minden szó nélkül eltávolította szeretteitől, de nem volt érkezése magyarázatra, és ha lett is volna, szerinte Desmond nem tartott volna vele. Des megkérdezi, hol van, erre Widmore kijelenti, visszavitte a Szigetre. Hume dührohamot kap, az infúziós állvánnyal kezdi csapkodni Charles fejét. Widmore emberei lefogják Desmondot, Charles pedig egy gézlapot szorítva a fejéhez azt mondja a férfinek, a Szigetnek még dolga van vele. Widmore odakint megkéri Zoe-t, vigye Jint az áramfejlesztő terembe, hiszen megígérte neki, megmutatja neki, miért hozta vissza Desmondot. Ő maga pedig vejével lesz, hogy felkészítsék a műveletre. Zoe emlékezteti főnökét, hogy a terv szerint erre csak másnap kerülne sor, ám Charles leszögezi, hogy most azonnal elkezdik. Zoe és Jin elhaladnak egy hatalmas bódé mellett, amibe kábelek vezetnek, majd felmennek a Hidra állomás egyik termébe, ahol Zoe közli az emberekkel, most kezdik a műveletet. Gyorsan lefuttatnak egy tesztet, felkapcsolják a generátort, de nem történik semmi. Az egyik férfi leküldi Simmonst, hogy ellenőrizze az elektromágneses tekercseket, a többiek pedig máshol kutatják a probléma forrását. Simmons egy mérőkészülékkel vizsgálja a bódéban lévő tekercseket, mikor egy szakember szól, hogy csak az egyik biztosítékkal volt gond, vissza is kapcsolja a generátort. Zoe monitorokon keresztül figyeli, ahogy az elektromágnese tekercsek fényleni kezdenek, Simmons pedig megsül köztük. Azonnal lekapcsoltatják a generátort, azonban már késő, Simmons meghalt. Widmore is megérkezik, és arról érdeklődik, készen állnak-e.
Simmons holttestét eltávolítják az épületből, Desmondot pedig minden erőfeszítése ellenére belekötözik egy székbe, ami a két tekercs között áll. Widmore azzal próbálja nyugtatni, hogy ha minden igaz, amit róla hallott, akkor nem esik semmi baja sem. Charles közli vele, amint végeztek a kísérlettel, egy áldozatot fog kérni Desmondtól, és mindenki érdekében reméli, hogy elfogadja ezt az áldozatot. Hume visszavágásképpen megkérdezi apósát, tud-e valamit egyáltalán az áldozatokról. Widmore kijelenti, hogy a fia a Szigetért áldozta életét, a saját lánya gyűlöli őt, az unokájával pedig még nem is találkozott. Ha pedig Desmond nem segít neki, akkor ezek az áldozatok hiábavalók lesznek, mivel a szeretteik örökre eltávoznak erről a világról. Ezt követően elhagyják a bódét, az ajtót rázárják Desre. A férfi azonnal dühöngeni kezd, összetöri a székét, és csapkodni kezdi az ajtót. Az áramfejlesztő teremben Charles elmondja Jinnek, tudomása szerint Desmond túlélt egy hatalmas elektromágneses katasztrófát, és szeretné kideríteni, hogy erre ismét képes-e, mert ha nem, mind meghalnak. Minden készen áll, de az emberek vonakodnak, nem akarják ismét felkapcsolni a rendszert. Widmore saját kezébe veszi a feladatot, bekapcsolja a generátort. Az elektromágneses tekercsek fényleni kezdenek, Desmond pedig pár másodperc szenvedés után elterül a földön.

## Flash Sideways, 2004
Flash-sideways: Desmond az Oceanic légitársaság tábláját figyeli, mikor elsétál mellette Hurley, aki felismeri a gépről, és odaszól neki, hogy a csomagjaik a 4-es szalagon vannak. Des segít levenni a terhes Claire poggyászát, majd felajánlja neki, hogy elviszi őt, ha szüksége van egy fuvarra, őt úgyis várják egy kocsival. Littleton visszautasítja az ajánlatot, inkább taxit használna. Elbúcsúznak egymástól, aztán Hume Claire után szól, hogy szerinte a babája fiú lesz. Desmond megtalálja George Minkowskyt, aki a sofőrje lesz. Minkowsky azonnal átveszi a csomagját, és kikíséri a limuzinhoz, és felajánlja neki, hogy ha társaságra van szüksége, szóljon neki, ő ismer néhány nőt, aki szívesen eltöltene egy kis időt vele. Des kijelenti, ő dolgozni jött, nem szórakozni. George megérti ezt, és felhozza, valószínűleg ezért lett Hume a főnök jobb keze, ő pedig a sofőr.
Desmond megérkezik az irodába, a titkárnő barátságosan üdvözli, és beküldi a főnökhöz. Des benyit az irodába, ahol Widmore már vár rá. Charles kitörő örömmel fogadja legjobb alkalmazottját, egy öleléssel üdvözlik egymást. Gyorsan elintéz egy telefont, arra utasítja egy beosztottját, hogy hozzanak ki valakit, bármibe is kerül. Ezt követően Hume-hoz fordul. Emlékezteti rá, hogy a fia remek zenész, és most az az őrült ötlete támadt, hogy a komolyzenét ötvözze a modern rockkal egy jótékonysági bál keretein belül. Bármilyen alantas munka is, tudja, hogy Desmond a legmegbízhatóbb embere, ezért megbízza, hogy a Drive Shaft basszusgitárosát vigye el a bálra. Des elvállalja a munkát, erre Widmore kijelenti, alkalmazottjának és egyben barátjának tökéletes élete van: nincs családja, nincsenek kötelezettségei, teljesen független, egy áldás, hogy neki dolgozik. Megkínálja egy pohár 60 éves MacCutcheon whiskyvel, de hozzáteszi, ő még ennél is többet érdemelne.
Desmond a rendőrség előtt átveszi Charlie-t, ám a zenész minden szó nélkül otthagyja őt, áthalad az úton, többször is majdnem elütik, és bemegy a szemben lévő kocsmába. Des csatlakozik hozzá, megisznak egy pohár italt, közben pedig beszélgetnek. Pace megkérdezi, boldog-e, erre Hume azt feleli, mindene megvan. Charlie szerint még nem volt szerelmes. Desmond kijelenti, már rengetegszer volt az, de a zenész nem erre gondolt, hanem az igazi szerelemre. Elmeséli, hogy a gépen úgy akarta elrejteni a marsall elől a drogot, hogy lenyeli, ám a légörvény miatti rázkódásban félrenyelte. Ekkor egy gyönyörű szőke nőt látott, és érezte, hogy ismeri, őrülten szereti őt. Az érzés nem tartott sokáig, mert hamarosan magához tért, ahogy egy idióta eltávolította a heroint a légcsövéből. Abban viszont biztos, hogy amit látott, az igazság volt. Desmond szerint az ő ajánlata az igazság: vagy a bárban marad, és ezzel valószínűleg véget vet karrierjének, vagy vele megy a bálra, koncertet ad, és eléri, hogy Charles Widmore, a város leghatalmasabb embere hálás legyen neki. Pace úgy véli, ez nem választási lehetőség, hiszen egyértelmű, mi mellett dönt. Hume kijelenti, mindig van választás.
Desmond a hotelbe viszi Charlie-t, a rádióban a Drive Shaft You All Everybody című dala szól, közben pedig folytatják a beszélgetést. Pace nem enged az állításából, miszerint nem az ő világuk az igazság, ezért ajánlatot tesz Hume-nak: megmutatja neki, miről beszél, vagy Des kiszáll az autóból. Desmond elneveti magát, nem akar kiszállni a kocsiból, így a zenész félrerántja a kormányt, és belehajtanak a tengerbe. Hume kikapcsolja az övét, próbálja kiszabadítani Charlie-t is, azonban ez nem sikerül. A felszínre úszik levegőért, majd lemerül. Ekkor Pace felé fordul, és az ablaküvegre teszi a kezét, Desmond tudatába pedig emlék villan be, amiben Charlie szintén egy üveghez nyomja tenyerét, amire a „Nem Penny hajója” felirat van írva. A látomásnak hamar vége szakad, Des értetlenkedik, majd észbe kap, és kiszedi a kocsiból a zenészt.
A kórházban Desmondot többek között arról is kérdezik, hallucinált-e a vízben. A férfi nem ad magabiztos választ, a doktornő pedig elküldi MRI-re, hogy kiderítse, van-e valami baj a páciens fejében. Az MRI-teremben az ápoló rögzíti Hume-ot, és odaadja neki a pánikgombot, amit szükség esetén meg kell nyomnia. Elkezdik a vizsgálatot, az elektromágneses hullámok hatására pedig Des ismét képeket lát maga előtt Pennyről és fiáról. Ész nélkül nyomkodni kezdi a pánikgombot, majd miután kiszedték a gépből, kijelenti, meg kell találnia Charlie-t. Az információs pultnál nem segítenek neki, ám ekkor megjelenik Jack. Desmond tőle próbál segítséget kérni, mikor elszalad mellettük Charlie, aki megpróbál megszökni a kórházból. Des üldözőbe veszi, s mikor utoléri, megvizsgálja Pace tenyerét, és Pennyről kérdezi. A zenész rájön, ő is érezte a különös érzést. Közli, nem fog koncertet adni. Távozás közben megjegyzi Hume-nak, ő a helyében elkezdené keresni Pennyt.
Desmond értesíti Widmore-t, hogy Charlie megszökött a kórházból. Charles arra utasítja, hogy menjen el Mrs. Widmore-hoz, és közölje vele a rossz hírt. Így is tesz, Minkovsky pedig sok sikert kíván ehhez. Mrs. Widmore, azaz Eloise Hawking éppen a bál előkészületeit irányítja, mikor megérkezik hozzá Des. Eloise arcán látszik, hogy megismeri a férfit, de ezt titkolja előle. Hume elmondja neki, hogy a Drive Shaft nem tud fellépni a bálon, ám nem kis megkönnyebbülésére Eloise nem lesz dühös, hanem teljes mértékben megérti, hiszen tudja, hogy nem várt események is közbejöhetnek. Megköszöni a férfinek, hogy mindezt személyesen mondta el neki, majd elbúcsúzik tőle. Ahogy Desmond elhalad néhány szervező mellett, akik a vendéglistát sorolják, meghallja Penny nevét. Látni szeretné a listát, de Eloise közbelép, és megtiltja neki ezt. Félrehívja a férfit, és közli vele, valaki csak telebeszélte a fejét, hagyjon fel a kereséssel, nincs még felkészülve, hogy megismerje az igazat. Különben is tökéletes élete van, és elérte azt, amire mindig is vágyott, megkapta Mr. Widmore elismerését. Desmond teljesen lesújtottan visszasétál a limuzinhoz, tölt magának egy pohár italt, és meghagyja Minkovskynak, hogy vezessen. Ekkor valaki bekopog az ablakon. Daniel az, Daniel Widmore, és beszélni szeretne Hume-mal.
Daniel megkérdezi Desmondot, hisz-e benne, hogy létezik szerelem első látásra. Elmeséli, hogy néhány napja látott egy gyönyörű, vörös hajú, kék szemű nőt, aki csokoládét evett, és úgy érezte, mintha már szerelmes lett volna belé. Aznap éjjel lerajzolt valamit a naplójába, de mivel ő zenész, nem tudta megfejteni azt, így elvitte egy matematikus barátjához, aki azt mondta, a leírt egyenletek és ábrák bonyolult kvantummechanikai dolgok, csak olyasvalaki jegyezhette le őket, aki egész életében fizikával foglalkozott. Elmagyarázza Desnek, hogy a leírtak azt jelentik, hogy egy közelgő katasztrófát el lehet kerülni egy hatalmas energia felszabadításával, például egy atombomba felrobbantásával. Hume meghökken, hiszen azt veszi ki Dan szavaiból, hogy fel akar robbantani egy bombát. Az ifjabb Widmore ekkor felhozza, mi van, ha jelenlegi életük nem az igazi életük, hanem csak el akartak kerülni egy katasztrófát, és annak következtében jött létre? Daniel kijelenti, szerinte ő már felrobbantott egy atombombát. Des távozni akar, ekkor Dan megemlíti Pennyt, és hogy szerinte Desmond is érezte ugyanazt az érzést, amit ő. Hume tétovázik, majd kijelenti, Penny nem létezik, csak egy képzelgés. Widmore felvilágosítja, Penny az ő féltestvére, és meg is tudja mondani a férfinek, hol és mikor találhatja meg.
Desmond megérkezik a stadionba, ahol az eredeti idősíkban ő és Jack is futottak, valamint ahol Penny megpróbálta lebeszélni a vitorlásversenyről. Látja, hogy Penny a lépcsőkön futva edz. Odamegy hozzá, bemutatkozik neki, kezet fognak.

## A sziget, 2007
Desmond magához tér, Widmore emberei pedig meglepődve tapasztalják, hogy semmi baja sincs. Charles közli vele, csak néhány másodpercig volt ájult. Hume megkéri apósát, segítse fel. Widmore elmondja, Desmond képessége kulcsfontosságú számukra, és el is magyarázná, hogy miért, mikor Des félbeszakítja. Azt állítja, érti, miért fontos, és szeretné elkezdeni a feladatot, amiért visszahozták a Szigetre. Kijelentését hatalmas döbbenet fogadja.
Zoe és két ember kíséri Desmondot. A nő megkérdezi, mi történt vele, hiszen 20 perce még agyon akarta verni Widmore-t, most pedig boldogan engedelmeskedik neki. Hume csak mosolyog, szerinte sok minden változhat 20 perc alatt. Ekkor megtámadja őket Sayid, és Zoe kivételével az összes kísérőt megöli, a nőt hagyja elfutni. Azt állítja Desmondnak, Widmore-ék nagyon veszélyesek, ezért jobb lenne, ha vele tartana. Des nyugodt mosollyal az arcán beleegyezik ebbe.

## Flash Sideways, 2004
Desmond ájultan fekszik a stadion lépcsőinél, Penny ébresztgeti. Miután megbizonyosodott róla, hogy Hume rendben van, távozni készül, ám ekkor a férfi meghívja egy kávéra. Penny elfogadja a meghívást, meghagyja, hogy egy óra múlva találkozzanak egy közeli kávézóban. Des bágyadtan mosolyogva visszatér a limuzinba. Minkovsky örül, hogy a férfi megtalálta, amit keresett, és felajánlja, ha bármire szüksége lenne még, csak szóljon, ő elintézi. Hume megkéri, hogy szerezze meg az Oceanic 815 utasainak listáját, mert szeretne nekik mutatni valamit.
|  | Itt a vége a cselekmény részletezésének! |